# سنگ آسیاب

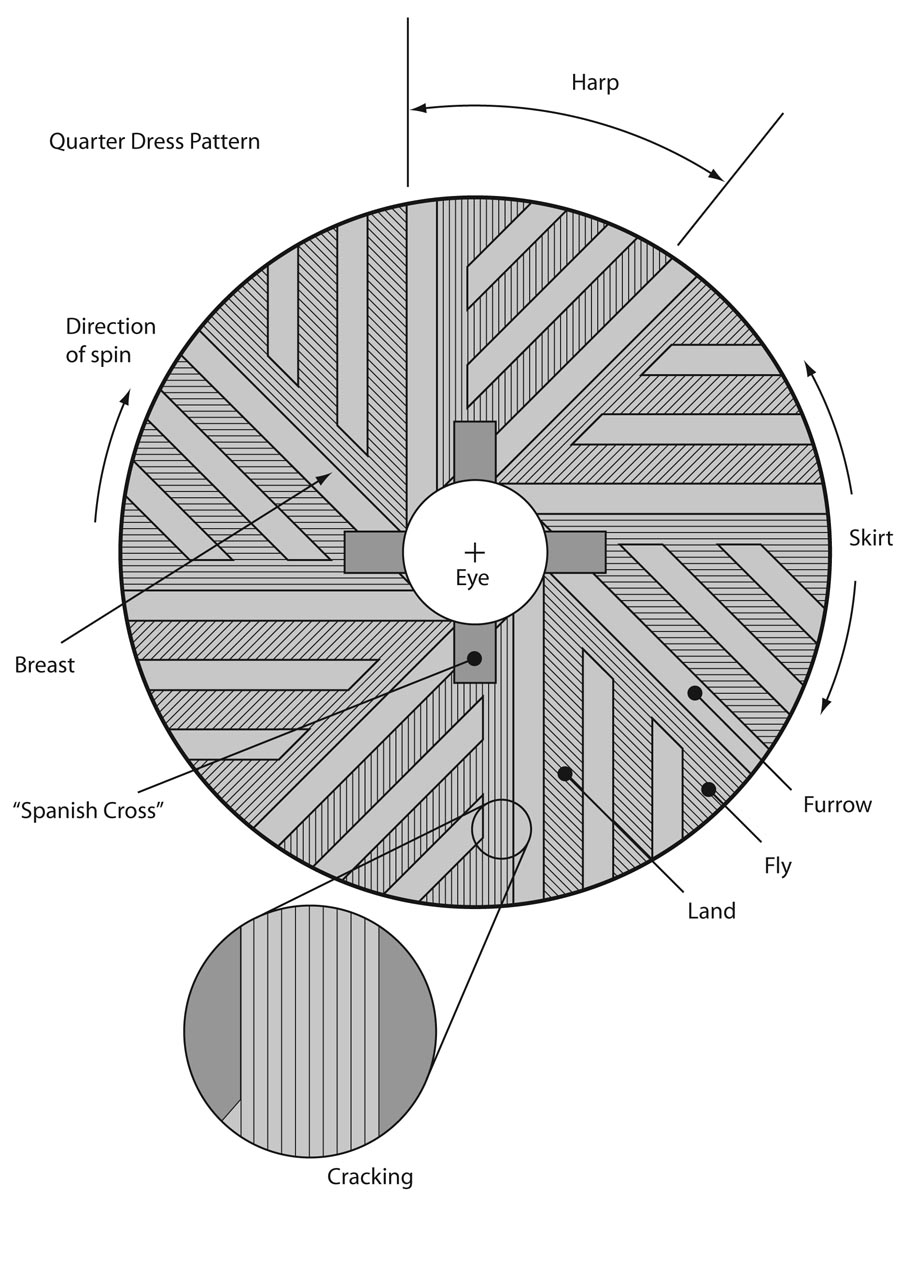
آناتومی پایه یک سنگ آسیاب

سنگ آسیاب، سنگی است که در آسیاب‌های آردساز برای آسیاب گندم یا سایر غلات مورد استفاده قرار می‌گیرد.
سنگ آسیاب به صورت جفت است شامل یک سنگ متحرک در بالا که به طور معمول کمی مقعر است و سنگ زیرین که کمی محدب است. این کمک می‌کند تا آردی که به لبه‌های بیرونی سنگ هدایت می‌شود در کانال اطراف سنگ‌ها جمع‌آوری شود.

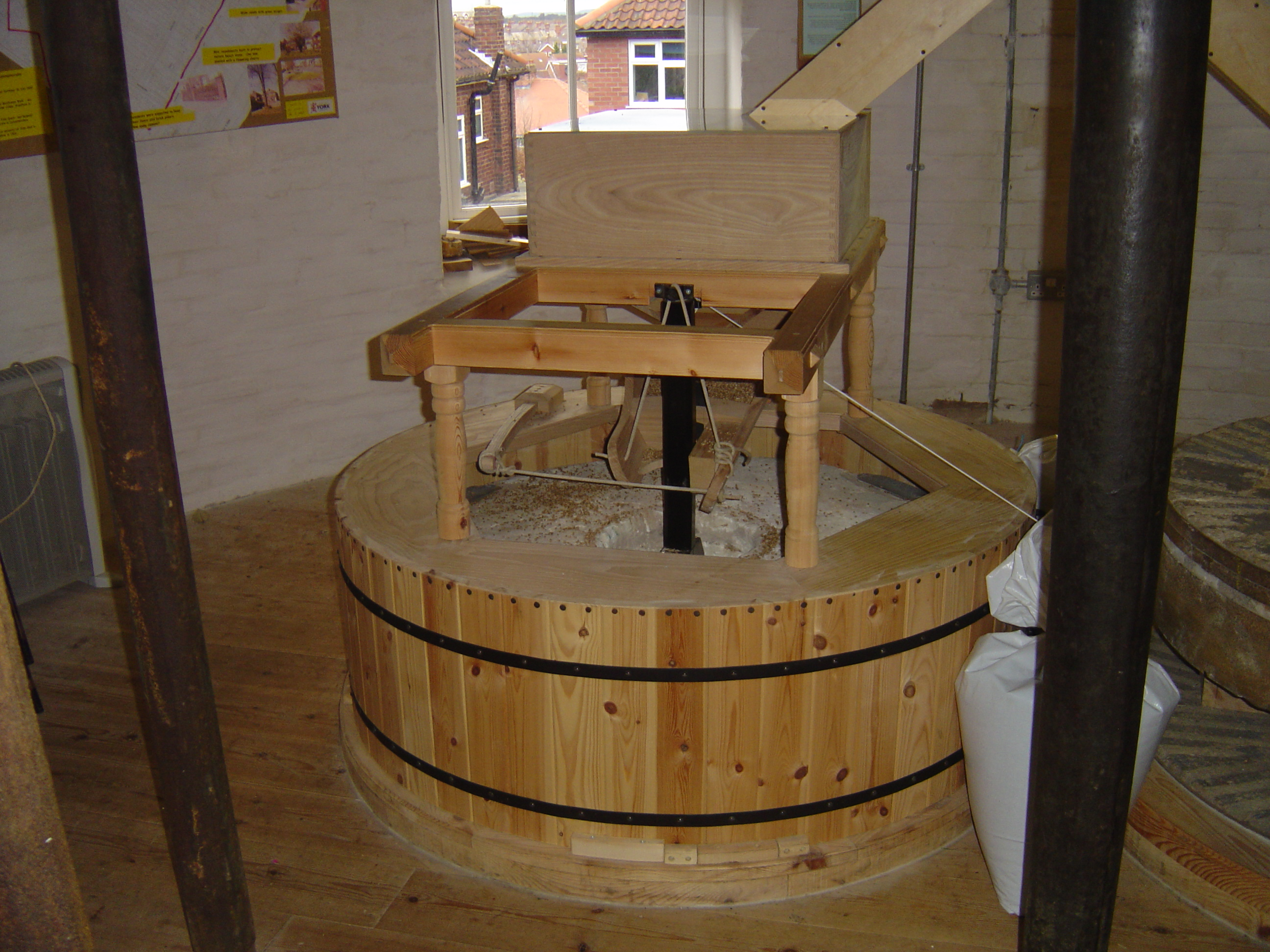
یک جفت سنگ آسیاب درآسیاب بادی هولگیت

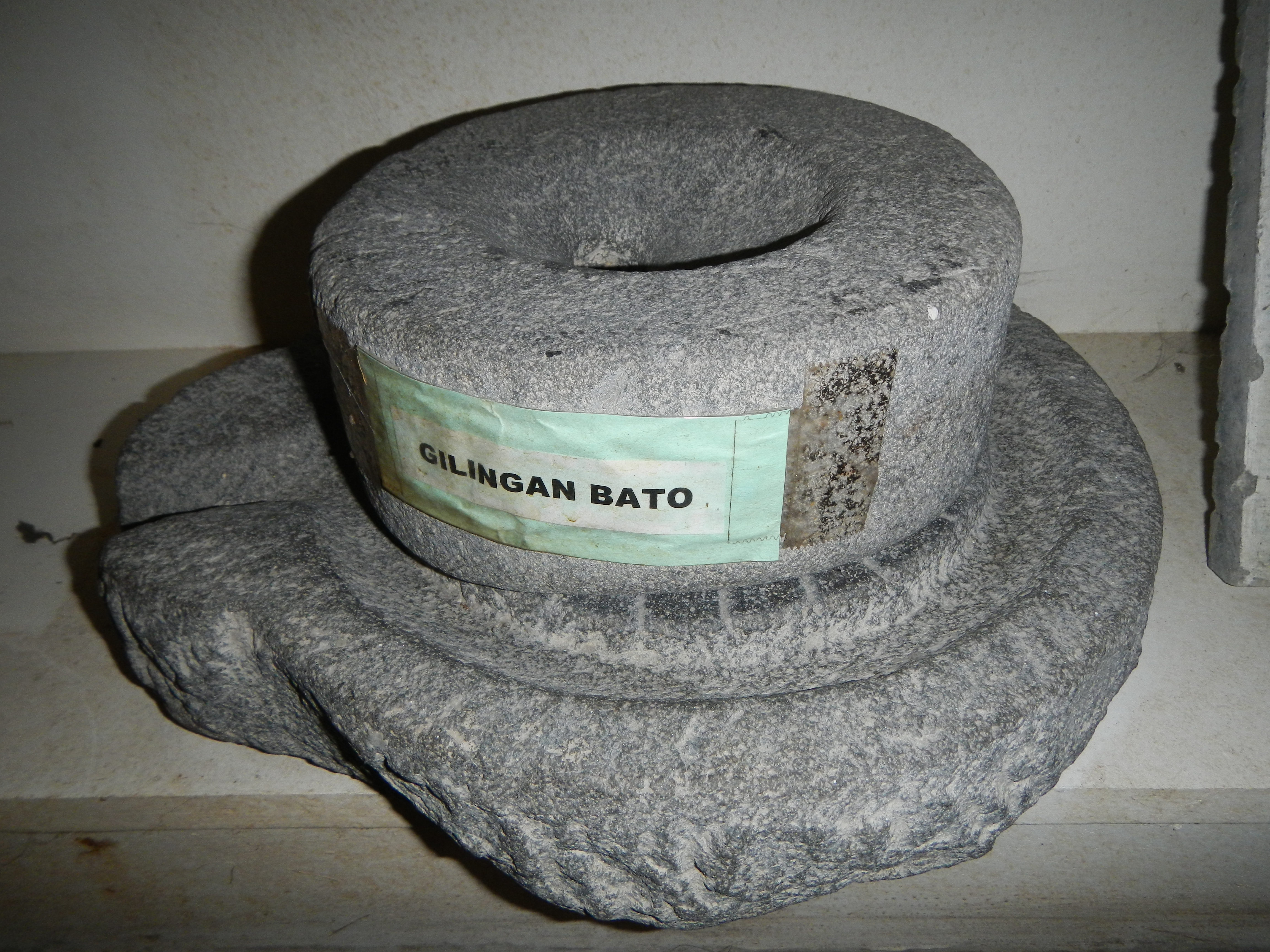
سنگ آسیاب قدیمی برنج، مینالین، پامپانگا فیلیپین